# Andreas Lenz
Pour les articles homonymes, voir Lenz.

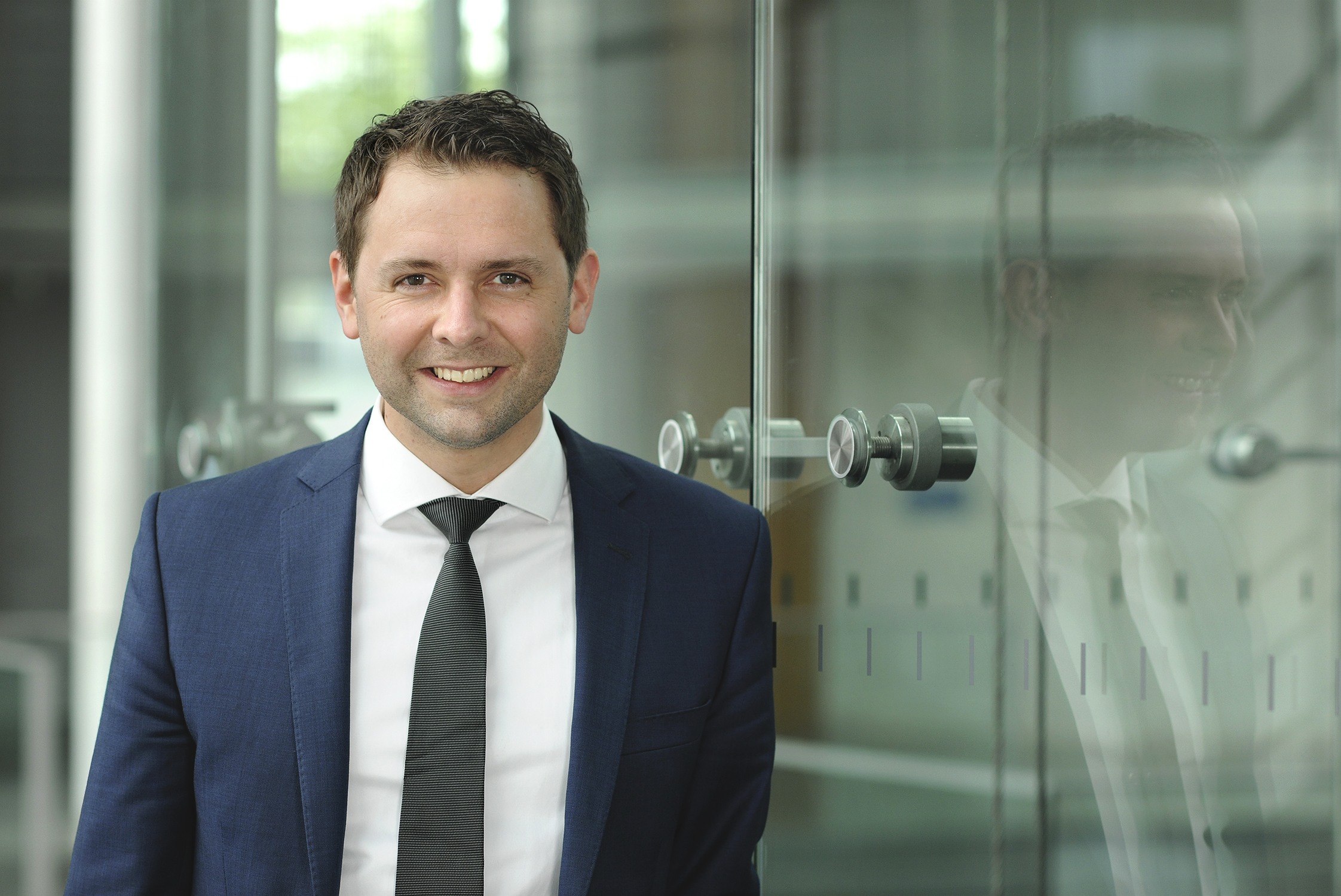
Andreas Lenz (2015)

Andreas Lenz (né le 23 avril 1981 à Ebersberg) est un homme politique allemand (CSU) de Jakobneuharting.

## Carrière
Après avoir obtenu son diplôme d'études secondaires et une formation de banquier ainsi qu'une formation continue en tant que spécialiste bancaire, Lenz étudie l'administration des affaires à l'Université des sciences appliquées de Rosenheim et obtient son doctorat en 2012 à l'Université Louis-et-Maximilien de Munich avec la thèse l'importance de la confiance et de la responsabilité comme prédicteurs des attitudes liées au changement en utilisant l'exemple du concours d'idées GENERATION -D .
Lenz est actif dès le début dans le mouvement de la jeunesse rurale catholique en tant que président d'arrondissement et devient membre de la Junge Union en 1997, et en 2003, il rejoint la CSU. Depuis 2005, il est vice-président du district JU, en 2009 il est élu président de l'association locale CSU Frauenneuharting et en 2013 il est élu vice-président de l'association CSU de l'arrondissement d'Ebersberg. Aux élections locales de 2008, Lenz est élu au conseil de l'arrondissement d'Ebersberg. Le 22 septembre 2013, Lenz remporte la circonscription d'Erding-Ebersberg contre son principal adversaire Ewald Schurer (SPD) aux élections fédérales de 2013 avec 55,4% des votes et succède ainsi à Maximilian Lehmer (CSU). Depuis 2015, Lenz est l'un des trois vice-présidents de l'association de l'arrondissement CSU Ebersberg.
Durant la 18 législature, Lenz est membre de la commission des affaires économiques et de l'énergie et du conseil consultatif parlementaire pour le développement durable et en tant que membre adjoint de la commission des finances, de la commission de l'évaluation de l'éducation, de la recherche et de la technologie, de la politique économique régionale et de l'ERP économique. Sous-comité des plans. Durant la 19e législature, Lenz est le président du Conseil consultatif parlementaire pour le développement durable et est toujours membre de la commission des affaires économiques et de l'énergie. 

## Positions politiques
En tant que seul membre du groupe régional CSU, Lenz vote en octobre 2019 une motion des Verts appelant à l'introduction d'une limite de vitesse générale de 130 km/h sur les autoroutes allemandes.

## Autres
Lenz est membre de l'Union des fédéralistes européens non partisane en Allemagne.